# Paul Khumalo
Paul Mandla Khumalo CMM (ur. 5 lutego 1947 w St. Wendelin) – południowoafrykański duchowny katolicki arcybiskup metropolita Pretorii w latach 2008-2009.

## Życiorys
Święcenia kapłańskie przyjął 28 kwietnia 1973 w Zgromadzeniu Misjonarzy z Mariannhill. Pełnił funkcje m.in. mistrza nowicjatu (1981-1987), przełożonego prowincji południowoafrykańskiej misjonarzy (1993-1996) oraz wikariusza
generalnego zgromadzenia (1996-2001).

### Episkopat
2 października 2001 został mianowany przez papieża Jana Pawła II biskupem diecezji Witbank. Sakry biskupiej udzielił mu 27 stycznia 2002 kard. Wilfrid Fox Napier.
24 listopada 2008 został mianowany arcybiskupem metropolitą Pretorii oraz ordynariuszem polowym Południowej Afryki. Rok później złożył rezygnację z tych urzędów, która została przyjęta 15 grudnia przez Benedykta XVI.